# Zebrasoma scopas
O cirurgião-cauda-de-escova (Zebrasoma scopas) é um peixe-cirurgião do gênero Zebrasoma. Vive nos recifes de coral da Oceania. Herbívoro, alimenta-se de algas filamentosas. É uma espécie muito procurada pelos aquaristas.